# Episodi di Parker Lewis (seconda stagione)
La seconda stagione della serie televisiva Parker Lewis è stata trasmessa in anteprima negli Stati Uniti d'America dalla Fox tra l'11 agosto 1991 e il 17 maggio 1992.
| nº | Titolo originale        | Titolo italiano | Prima TV USA      | Prima TV Italia |
| -- | ----------------------- | --------------- | ----------------- | --------------- |
| 1  | Father Knows Less       |                 | 11 agosto 1991    |                 |
| 2  | A Walk on the Dark Side |                 | 18 agosto 1991    |                 |
| 3  | Full Mental Jacket      |                 | 1º settembre 1991 |                 |
| 4  | Future Shock            |                 | 8 settembre 1991  |                 |
| 5  | The Undergraduate       |                 | 15 settembre 1991 |                 |
| 6  | Stormy Mikey            |                 | 22 settembre 1991 |                 |
| 7  | Fat Boy and Little Man  |                 | 29 settembre 1991 |                 |
| 8  | Aging Gracefully        |                 | 6 ottobre 1991    |                 |
| 9  | The Parker Chronicles   |                 | 13 ottobre 1991   |                 |
| 10 | Rock 'n' Roles          |                 | 27 ottobre 1991   |                 |
| 11 | Love Handles            |                 | 3 novembre 1991   |                 |
| 12 | Boy Meets Girl          |                 | 10 novembre 1991  |                 |
| 13 | Raging Kube             |                 | 24 novembre 1991  |                 |
| 14 | Tower of Power          |                 | 15 dicembre 1991  |                 |
| 15 | Obscene and Not Heard   |                 | 22 dicembre 1991  |                 |
| 16 | Goodbye Mr. Rips        |                 | 5 gennaio 1992    |                 |
| 17 | Civil Wars              |                 | 19 gennaio 1992   |                 |
| 18 | Glory Daze              |                 | 9 febbraio 1992   |                 |
| 19 | Boy Meets Girl II       |                 | 16 febbraio 1992  |                 |
| 20 | Dance of Romance        |                 | 1º marzo 1992     |                 |
| 21 | When Jerry Met Shelly   |                 | 22 marzo 1992     |                 |
| 22 | Geek Tragedy            |                 | 12 aprile 1992    |                 |
| 23 | Money Talks             |                 | 26 aprile 1992    |                 |
| 24 | Home Alone with Annie   |                 | 3 maggio 1992     |                 |
| 25 | Diner '75               |                 | 17 maggio 1992    |                 |